# Pedro Bismarck Chau
Pedro Bismarck Chau (Managua, Nicaragua, 18 de julio de 1964) es un sacerdote católico nicaragüense que fue nombrado obispo auxiliar de la Arquidiócesis de Newark, Estados Unidos, en 2025.

## Biografía
Nacido en 1964, posteriormente emigró a Estados Unidos y estudió psicología en la Universidad de Seton Hall, South Orange, Nueva Jersey. Ingresó en el Seminario de la Inmaculada Concepción de South Orange y obtuvo un máster en consejería por dicha universidad. El 24 de mayo de 2008, Chau fue ordenado sacerdote a los 44 años de edad. En 2020 fue nombrado rector de la Catedral basílica del Sagrado Corazón de Newark.

## Nombramiento episcopal
El Papa León XIV nombró a Chau obispo auxiliar de la Arquidiócesis de Newark el 30 de mayo de 2025. El 8 de septiembre de 2025, Chau será consagrado obispo.